# Sporazum o mednarodnem rečnem prevozu nevarnih snovi
Sporazum o mednarodnem rečnem prevozu nevarnih snovi (nemško Arbeitsgemeinschaft für Dämmstoffe aus nachwachsenden Rohstoffendangereuses) (ADN)) je mednarodni sporazum med državami za prevoz nevarnih snovi po notranjih plovnih poteh v mednarodnem prometu. 
Mednarodni prevozi so omejeni na sorazmerno omejeno omrežje plovnih poti, v Evropi sta to porečji Donave in Rena ter njuna povezava s prekopom Ren-Majna-Donava. 
ADN je bil sprejet 25. maja 2000 na diplomatski konferenci, ki je bila združena z Gospodarska komisijo za Evropo pri Združenih narodih (UNECE) in Centralno Komisijo za plovbo po Renu (CCNR).
ADN je sestavljen iz glavnega teksta in pridruženih Pravilnikov: 
- zagotavljanje visokega nivoja varnosti na notranjih plovnih poteh,
- sodelovanje pri zaščiti okolja pri nesrečah,
- podpora pri transportih in promocija mednarodne izmenjave kemikalij

Pridruženi Pravilniki vsebujejo sezname nevarnih snovi, način prevoza, pakiranje, nakladanje in razkladanje tovora, navigacija plovil in zahtevano konstrukcijo plovil.